# Alain Magon de la Terlaye
Pour les autres membres de la famille, voir Famille Magon.
 Alain Magon de La Terlaye (né à Saint-Malo le 1er février 1676 - mort 28 avril 1748) est membre de la famille Magon de Saint-Malo qui fait carrière dans les armes.

## Biographie
Alain Magon de La Terlaye est le 3e fils de Jean Magon de la Lande et de son épouse Laurence Éon. Contrairement aux autres membres de sa famille armateurs et négociants il choisit de rejoindre les armées du roi ou il faut une longue et brillante carrière. 
D'abord mousquetaire du Roi, Enseigne au Régiment des Gardes françaises (1693), Sous-lieutenant (1695), lieutenant (1697), Capitaine (1703), Brigadier en 1719. Il reçoit la distinction de commandeur de l'Ordre de Saint-Louis en 1727. 
Maréchal de camp en 1734, il commande en 1733/1734 le régiment des Gardes françaises à l'armée du Rhin et participe au siège de Philippsbourg. Il est enfin promu par le roi Lieutenant-Général en 1738. Il est nommé gouverneur de Saint-Jean-Pied-de-Port en 1741.
Il meurt célibataire et sans postérité, le 28 avril 1748, à l'âge de 72 ans.